# إله يموت ويبعث

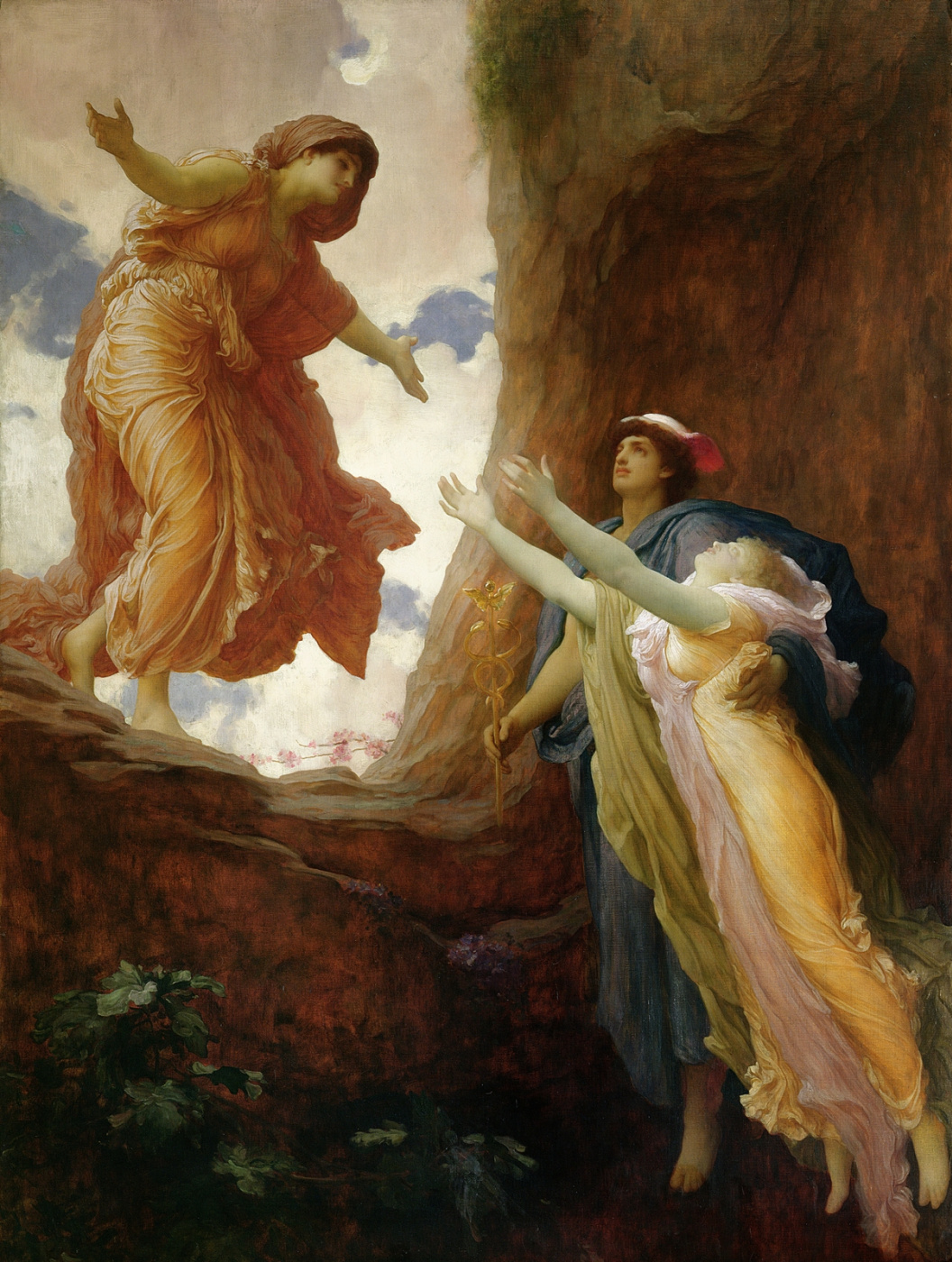
لوحة «عودة بيرسيفوني» بريشة فريدريك لايتن (1891).

الإله الذي يموت ويُبعث، أو إله الموت والولادة الجديدة، أو إله القيامة هو دالة دينية يموت وفقها الإله أو الإلهة ويُبعث. يُشكل «موت أو رحيل الآلهة» الدالة رقم A192 في فهرس-دوال الأدب الشعبي لستيث تومسون (1932)، بينما تُشكل «قيامة الآلهة» الدالة رقم A193.
يُستشهد غالبًا بأمثلة عن آلهة تموت وتعود للحياة لاحقًا من ديانات الشرق الأدنى القديم، وتشمل التقاليد المتأثرة بها الأساطير التوراتية واليونانية-الرومانية وبالتالي المسيحية. اقتُرح مفهوم الإله الذي يموت ويبعث لأول مرة في علم الأساطير المقارن في كتاب جيمس فريزر المبتكر الغصن الذهبي (1890). ربط فريزر الدالة بطقوس الخصوبة المحيطة بالدورة السنوية للنباتات. واستشهد فريزر بأوزوريس، وتموز، وأدونيس، وأتيس، وديونيسوس ويسوع.
نوقش تفسير فريزر للفئة بشكل نقدي في دراسات القرن العشرين، واستُنتج أن العديد من أمثلة أساطير العالم المدرجة تحت عنوان «الموت والبعث» يجب أن ينظر فيها فقط إلى«الموت» وليس لـ«البعث»، وأن الإله الميت والمبعوث الأصلي هو سمة مميزة لأساطير الشرق الأدنى القديمة وللطقوس الغامضة المستمدة من أواخر العصور القديمة.

## نظرة عامة

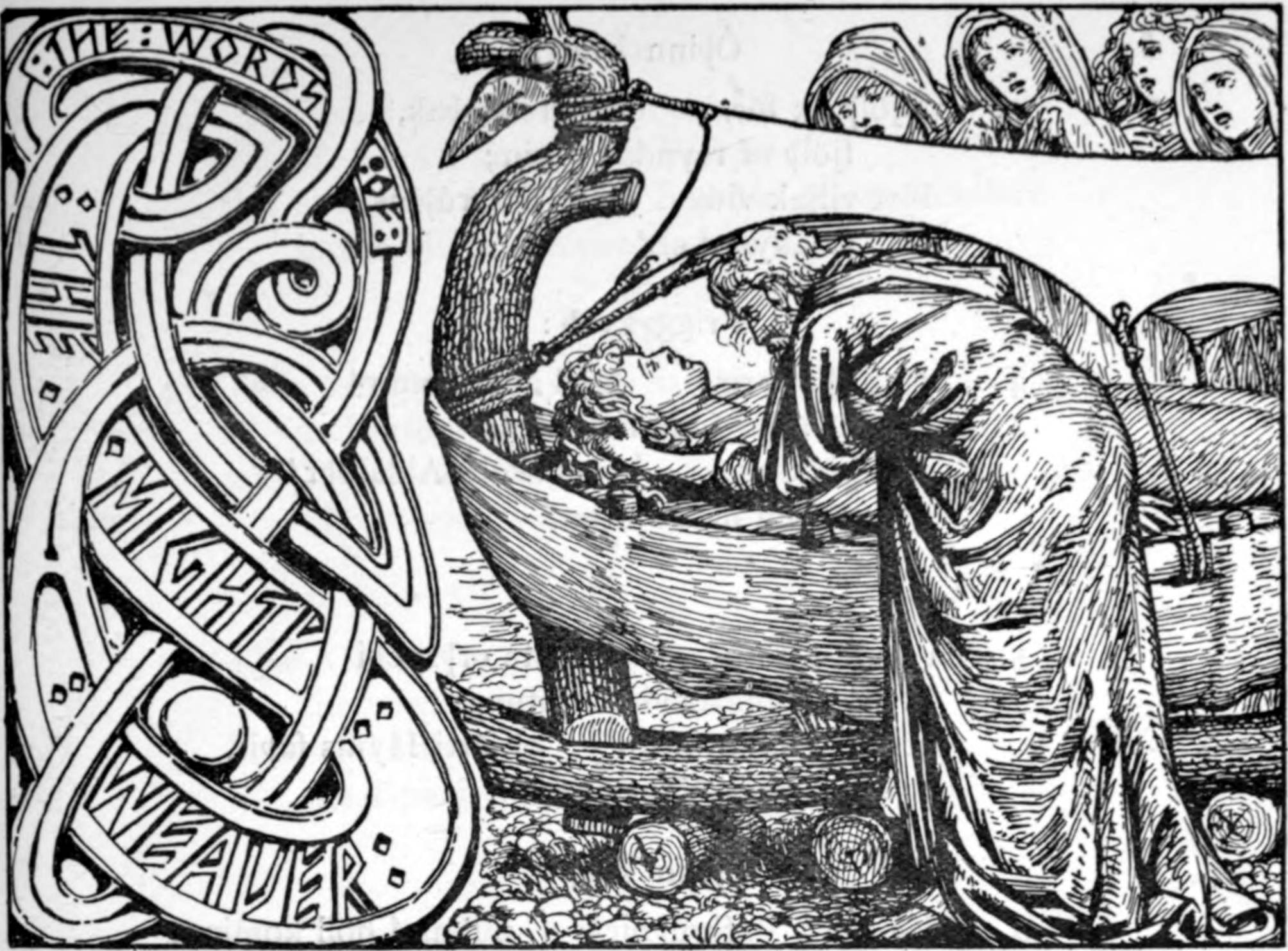
موت الالهة

تظهر دالة الإله الذي يموت في أساطير الحضارات المتنوعة -ربما لأن سمات الآلهة تُستمد من التجارب اليومية، وتتضمن الصراعات التالية الموت غالبًا. تتراوح هذه الأمثلة من بالدر في الأساطير الإسكندنافية إلى الثعبان ذو الريش كيتزالكواتل في أساطير الآزتيك وإلى إزانامي اليابانية.
تختلف طرق الموت، ففي أسطورة بالدر مثلًا (التي دونت روايتها لأول مرة في القرن الثاني عشر على الأرجح)، يُقتل بالدر دون قصد على يد شقيقه الأعمى هود، الذي يُخدع لرمي سهم من نبات الدبق عليه، ثم يُحرق جسده على قارب يبحر نحو البحر. لا يعود بالدر إلى الحياة لأنه لم تبكِ عليه جميع المخلوقات الحية، ويؤدي موته بعد ذلك إلى «هلاك الآلهة».
في المقابل يخدع تيزكاتليبوكا كيتزالكواتل (الذي يعود تاريخ قصته إلى حوالي القرن الأول)، في معظم روايات قصته، ويجعله يُفرط في الشرب فيحرق نفسه حتى الموت بدافع الندم على أفعاله المشينة. لا يُبعث كيتزالكواتل ويعود إلى الحياة بالهيئة ذاتها، لكن تتضمن بعض روايات قصته على سرب من الطيور تطير بعيدًا عن رماده، وفي بعض البدائل، يبحر كيتزالكواتل بعيدًا في المحيط ولا يعود أبدًا.
أمكن للألهة في هاواي الموت ومغادرة العالم بطرق عديدة؛ على سبيل المثال، غادرت بعض الآلهة التي قُتلت في لاناي على يد لانيكوالا إلى السموات. وفي المقابل، ترك كايلي العالم بواسطة زورق ولم يره أحد بعد ذلك أبدًا. وماتت الإلهة اليابانية إزانامي بسبب الحمى وذهب إزاناغي إلى يومي، أرض الظلام، لاستعادتها، لكنها كانت قد تغيرت مسبقًا إلى حالة متدهورة ولم يستطع إيزاناغي إعادتها، ولاحقت إيزاناغي، لكنه تمكن من الفرار.
يُنظر أيضًا إلى بعض الآلهة التي تموت على أنها إما تعود أو تُجلب للحياة في شكل آخر، وترتبط غالبًا بدورة النباتات، أو الغذاء الأساسي، وتأخذ في الواقع شكلًا من أشكال الآلهة النباتية. ومن الأمثلة عليها عشتار وبيرسيفون، اللتان تموتان كل عام. تمثل وفاة عشتار السنوية عند ذهابها تحت الأرض، نقص النمو، بينما تمثل عودتها ولادة دورة زراعية جديدة. يعتقد معظم العلماء أنه رغم موت الآلهة المقترحة في هذه الدالة، فإنها عمومًا لا تعود عند قيامتها بهيئة الإله نفسه، ولكن يؤكد بعض العلماء مثل متينغر أنها تعود بنفس الشكل أحيانًا.